# Бібліотека імені Марко Вовчок (Київ)
Бібліотека ім. Марко Вовчок Голосіївського району м. Києва.

## Адреса
03083 м. Київ, пр-т Науки, 63

## Характеристика
Площа приміщення бібліотеки — 108 м², книжковий фонд — 15,1 тис. примірників. Щорічно обслуговує 2,2 тис. користувачів, кількість відвідувань за рік — 13,0 тис., книговидач — 46,0 тис. примірників.

## Історія бібліотеки
Точних даних про відкриття бібліотеки немає, але це було в перші повоєнні роки, коли бібліотечна справа в Києві розвивалася досить активно.
Спочатку це була маленька кімната в кінотеатрі «Диск» на Чапаївському шосе.
У 1953 році бібліотеці присвоєно ім'я Марко Вовчок  (Марії Олександрівни Вілінської) — видатної української письменниці.
У 1957 році бібліотека переїхала в нове приміщення, де працює й понині.
Місія бібліотеки — підтримувати освіту, бути центром по популяризації літератури, сприяти організації змістовного дозвілля своїх користувачів.

## До послуг користувачів
- обслуговування в читальній залі;
- доступ до інформаційних ресурсів через мережу Інтернет;
- доступ до електронного каталогу;
- консультативна допомога бібліографа;
- тематичні бібліографічні ресурси з актуальних питань;
- віртуальні презентації;
- творчі акції, зустрічі з цікавими людьми;
- дні інформації, презентації, бібліографічні огляди тощо.

## Галерея
- Мультимедійна презентація бібліотеки Марко Вовчок ЦБС Голосіївського району м. Києва